# Alexandra Cunha (bióloga marinha)
Alexandra Cunha (Maputo, 1962) é uma bióloga marinha, ambientalista e investigadora portuguesa na área das ciências do mar. 
Tem-se destacado pelo seu papel na defesa da natureza e do ambiente, tendo assumido a presidência nacional da Liga para a Proteção da Natureza (LPN) em 2009. O seu percurso é reconhecido internacionalmente, tendo feito várias apresentações em congressos nacionais e internacionais, elaborado inúmeros artigos científicos e de divulgação, bem como participado em diversos projetos de investigação sobre conservação marinha. Actualmente, é investigadora no Centro de Ciências do Mar do Algarve (CCMAR), da Universidade do Algarve.

## Biografia
Alexandra Paula Mimoso Henriques Cunha, estudou na Escola Secundária Poeta António Aleixo, em Portimão, onde desenvolveu o seu interesse pelo mar e pela conservação da natureza.

## Percurso
Licenciou-se em Biologia pela Universidade de Aveiro, onde fez partes dos núcleos que dariam origem à Quercus. Posteriormente, tirou um mestrado em Gestão Costeira pela Universidade do Algarve. Prosseguiu os seus estudos com um doutoramento na Universidade de Auburn, nos Estados Unidos da América, onde se especializou em "Forestry and Wildlife" (engenharia florestal e vida animal).
Em 2001, depois de regressar dos EUA, assumiu a presidência da Direcção Regional da Liga para a Proteção da Natureza (LPN) do Algarve. Em 2009, tornou-se presidente da Direção Nacional da LPN, a associação de proteção de ambiente mais antiga de Portugal.
Cunha coordenou vários projetos de conservação marinha. De Janeiro de 2007 até ao mesmo mês de 2011, foi coordenadora do projecto LIFE Biomares, uma iniciativa dedicada à preservação e recuperação da biodiversidade do Parque Marinho Luiz Saldanha, no Parque Natural da Arrábida. O projecto envolveu um investimento de 2,4 milhões de euros - 50% financiados pelo programa LIFE - Natureza da Comissão Europeia, e os restantes 50% pela cimenteira Secil. 
Entre 2010 e 2012, enquanto parte do CCMAR, fez parte da equipa científica do projecto FindKelp "As florestas do Fundo do Mar", que ocorreu em toda a costa portuguesa. O objectivo do estudo era aprofundar o conhecimento sobre as espécies de kelp e ecossistemas associados.
Enquanto presidente da LPN, esteve focada nos programas Life Habitat Lince Abutre (no Alentejo e no Algarve), Castro Verde, e de Formação em Ambiente. Estes três programas estavam virados para a conservação de espécies e habitats característicos de Portugal. Cunha manteve, ainda, um papel de intervenção ao leme da LPN, criticando e alertando para questões como o excesso de plástico nos oceanos, o afundamento de navios ao largo de Portimão para criação de recifes artificiais ou o ordenamento do Parque Natural do Sudoeste Alentejano e Costa Vicentina vocacionado para fins turísticos.

## Reconhecimentos e Prémios
- 2010 - O projecto Findkelp "As Florestas do Fundo do Mar" foi premiado pelo Fundo EDP para a Biodiversidade.[8][14]
- 2011 - Nomeada para o Prémio Mulher da Revista ACTIVA.[9][15]
- 2012 - Foi uma das três vencedoras portuguesas do prémio Terre des Femmes, da Fundação Yves Rocher.[16] A candidatura apresentada pela bióloga teve por base o projeto «ADOPTE uma pradaria marinha», que pretendia alertar para o estado vulnerável destes habitats marinhos e contribuir para a melhoria do seu estado de conservação na costa portuguesa.[2][17]